# Anacarsis
Anacarsis (en llatí Anacharsis, en grec Ἀνάχαρσις) va ser un príncep escita, segon Heròdot fill de Gnur i germà de Sauli, rei dels escites de Tràcia. Segons Llucià de Samòsata era fill de Daucetes.
Va abandonar el seu país per viatjar buscant coneixements i va arribar a Atenes en temps de Soló, quan aquest iniciava les seves mesures legislatives. Es van fer amics i per la seva forma modesta de vida, el seu talent i les seves agudes observacions sobre les institucions gregues, es va atreure una general admiració. La seva fama de savi era tal que alguns fins i tot el van incloure entre els set savis de Grècia. Alguns autors diuen que va rebre la ciutadania atenenca i va ser iniciat als misteris d'Eleusis.
Segons explica Herodot, quan anys després va tornar a Tràcia va morir assassinat per son germà Sauli mentre celebrava les cerimònies i les orgies en honor de Cíbele a Hilea. Diògenes Laerci en canvi dona una versió una mica diferent i diu que el seu germà el va matar durant una cacera. Tant Herodot com Diògenes Laerci diuen que el motiu del crim va ser perquè Anacarsis volia introduir els costums grecs entre els escites.
Se suposa que va escriure un llibre en vers sobre legislació i art de la guerra que no es conserven. Ciceró cita una de les seves cartes, de les que se'n conserven diverses però de dubtosa autenticitat. Diògenes Laerci i Ateneu de Nàucratis han conservat diversos fragments i opinions d'Anacarsis. També el citen Estrabó i Plutarc.